# Hipónimo
En semántica lingüística, se denomina hipónimo a la palabra que posee todos los rasgos semánticos, o semas, de otra más general -su hiperónimo- pero que en su definición añade otras características semánticas que la diferencian de ésta (del hiperónimo). Por ejemplo, los hipónimos de día son: lunes, martes, miércoles, etc. Es decir, son palabras que poseen todos los rasgos semánticos y añaden otras características para diferenciarlas de esta.

## Etimología
El término deriva del griego υπονύμιον, compuesto por la preposición ὑπό (hipó): bajo, debajo, y del sustantivo ὄνομα (noma): nombre, que se le da a la disciplina filológica que estudia el origen de las palabras y la evolución de su forma y significado es algo muy importante para las personas.

## Ejemplos
Descapotable (o convertible) es hipónimo de coche (el hiperónimo), ya que comparte todos los rasgos mínimos de este medio de transporte; a saber: vehículo + con motor + pequeño tamaño, etcétera, pero a estos atributos agrega la cualidad de capota abatible.
Otros ejemplos:
- Hiperónimos:

a) días (de la semana);
b) muebles; 
c) frutas; 
d) árboles.
- Hipónimos:

a) mañana, lunes, etc.; 
b) escritorios, mesas, sillas, etc.; 
c) manzanas, peras, plátanos,etc.
d) cedro, pino, roble, etc.
En el mundo de las tecnologías de información, el símil se podría encontrar en la orientación a objetos, donde el hipónimo es una clase (u objeto, según sea el caso); el hiperónimo, la superclase.

## Palabras relacionadas
- cohipónimo
- hiperónimo
- holónimo
- merónimo
- sinónimo
- -ónimo